# Atsumi-gun (Aichi)

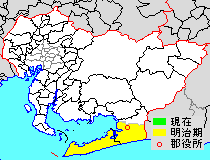
Kreis Atsumi (gelb) im modernen Aichi (weiß) mit Gemeindegrenzen des 3. Jahrtausends (schwarz), Meiji-Zeitliche Kreisverwaltung rot

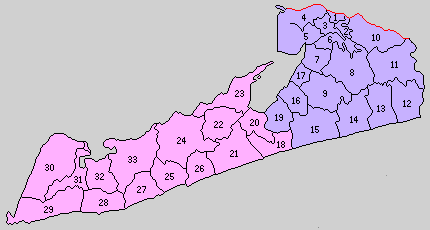
Gemeindegliederung von Atsumi 1889 nach der Modernisierung der Gemeindeebene nach deutschem Vorbild, heutige Gemeinden in Flächenfarben

Atsumi (japanisch 渥美郡 Atsumi-gun bzw. vormodern gelesen Atsumi no kōri) war vom Altertum bis 2005 ein Kreis (-gun/kōri) der antiken japanischen Provinz Mikawa auf der Atsumi-Halbinsel bzw. nach der Meiji-Restauration, als der Kreis zunächst zwischen mehreren Präfekturen geteilt war, nach Konsolidierung der modernen Präfekturen Nukata (1871–1872) und Aichi (seit 1872). 1906 wurde die kreisfreie Stadt (-shi) Toyohashi ausgegründet, 2003 Tahara-shi; bis 2005 wurde der gesamte Kreis Atsumi in diese beiden Städte eingemeindet und erlosch damit.